# Strandgåsefod
Strandgåsefod (Suaeda maritima) er en enårig 5-50  cm høj salttolerant sukkulent, der hører til Amarant-familien der er  almindelig på salte strandenge og tangvolde ved de danske kyster, men findes i det meste af Europa. 
De små blomster der sidder 1-5 sammen i små kvaster, ses fra juli til september. . Planten ses i flere varierende udformninger, nogle gange i rødlige farver.